# José Altuve
José Carlos Altuve (Maracay, 6 mei 1990) is een Venezolaans honkbalspeler voor de Houston Astros in de Major League Baseball. Hij speelt als tweede honkman. In 2017 en in 2022 won hij de World Series met de Astros. In 2019 werd hij verkozen tot meest waardevolle speler van de American League Championship Series (ALCS). In 2017 werd hij verkozen tot meest waardevolle speler van de American League.

## Biografie
Altuve werd geboren en groeide op in Maracay. Hij speelde in zijn jeugd samen met Salvador Perez, een andere speler uit Maracay die de MLB wist te bereiken. Met zijn lengte van 1.68 is hij in 2023, samen met Tony Kemp, de kleinste speler in de MLB.

## Carrière
Op 16-jarige leeftijd bezocht Altuve een try-out van de Houston Astros in Maracay. Op de eerste dag werd hij naar huis gestuurd omdat de aanwezige scouts dachten dat hij loog over zijn leeftijd. De volgende dag kwam hij terug met zijn geboortecertificaat. Hij maakte zoveel indruk op de scouts, dat hem een contract werd aangeboden.

### Houston Astros
Altuve maakte, na een aantal jaar in de Minor League Baseball, op 20 juli 2011 zijn debuut in de MLB, in een wedstrijd tegen de Washington Nationals. Hij had in zijn eerste zeven wedstrijden in iedere wedstrijd een honkslag, waarmee hij het record van Russ Johnson evenaarde.
Op 13 juli 2013 tekende Altuve een contractverlening voor 4 jaar, met een waarde van $12,5 miljoen.
In 2017 won Altuve met de Astros de World Series, door de Los Angeles Dodgers met 4-3 (in wedstrijden) te verslaan.
Op 16 maart 2018 tekende Altuve een contractverlening voor de seizoenen 2020 tot en met 2024, met een waarde van $151 miljoen. Que absolute waarde was dit het grootste contract in de geschiedenis van de Astros.
In 2022 won Altuve opnieuw de World Series met de Astros, door de Philadelphia Phillies met 4-2 te verslaan.